# Tedros Adhanom
Tedros Adhanom Ghebreyesus (Asmara, 3 de marzo de 1965) es un biólogo, inmunólogo, investigador de sanidad pública, diplomático y político etíope. Desde 2017 es el director general de la Organización Mundial de la Salud. Previamente fue ministro de Salud (2005-2012) y ministro de Relaciones Exteriores (2012-2016) de su país durante los gobiernos de Meles Zenawi y Hailemariam Desalegne.
Es investigador sobre la malaria y tiene un doctorado de la Universidad de Nottingham en salud comunitaria. Lideró la organización The Global Fund, cuyo objetivo es recaudar y distribuir fondos para luchar contra el sida, la malaria y la tuberculosis.

## Biografía

### Primeros años y formación
Tedros Adhanom nació el 3 de marzo de 1965 en Asmara, hoy capital de Eritrea (independiente de Etiopía desde 1993).
Cuando era niño, su hermano de cinco años murió por una enfermedad que él consideró que se podría haber prevenido en caso de haber tenido un adecuado acceso a cobertura médica.
Estudió Biología en la Universidad de Asmara, y tras graduarse en 1986 entró a trabajar en el Ministerio de Salud del Consejo Administrativo Militar Provisional (CAMP).
Tras la caída del régimen de Mengistu Haile Mariam se mudó al Reino Unido, donde realizó una maestría en Inmunología de enfermedades infecciosas en la Escuela de Higiene y Medicina Tropical de Londres.
En 2000 concluyó un doctorado en la Universidad de Nottingham con una tesis sobre los efectos de las represas en la transmisión de malaria en el norte de Etiopía. Su investigación fue publicada en el British Medical Journal y le valió el reconocimiento de «Joven investigador del año» otorgado por la Sociedad Estadounidense de Medicina Tropical e Higiene.

## Trayectoria política
En 2001 fue designado como director de la Oficina de Salud de Tigray, y en 2003 como viceministro de Salud.
En 2005, el primer ministro Meles Zenawi lo designó como ministro de Salud.
En 2009 fue elegido presidente de The Global Fund, un fondo que busca financiar la lucha contra el sida, la tuberculosis y la malaria.
En 2011 recibió el Premio Jimmy and Rosalynn Carter por sus aportes a la mejora de la salud pública en su país.
Se destacó que en su gestión se amplió la cobertura de salud, con un aumento de personal y mayor infraestructura, lo cual posibilitó la baja en la cifra de fallecidos por malaria y HIV.
En 2012 dejó el cargo para liderar la cartera de Relaciones Exteriores en el gobierno de Hailemariam Desalegne.
En ese puesto trabajó para la realización de la Agenda de Acción de Addis Abeba, un compromiso de 193 países en cuanto al financiamiento para cumplir los Objetivos de Desarrollo Sostenible de las Naciones Unidas.
En 2016 el gobierno de Hailemariam Desalegne lo propuso como candidato a liderar la Organización Mundial de la Salud, con el aval de la Unión Africana.
Su candidatura causó controversia por tratarse de la propuesta de un gobierno con acusaciones de prácticas autoritarias (algo señalado, entre otros, por Human Rights Watch) y por la acusación en particular sobre Adhanom de ocultar epidemias de cólera durante su mandato como ministro de Salud. Sin embargo, Adhanom rechazó la acusación y contó con respaldo por «haber transformado el sistema de salud de su país».
Asimismo, diversos partidos etíopes rechazaron la candidatura de Tedros Adhanom debido a su carrera en el Frente de Liberación Popular de Tigray (FLPT ), de ideología marxista. El FLPT proporcionó millones de dólares en apoyo financiero para la candidatura de Tedros en la OMS.

### Director general de la OMS

#### Primer periodo
Finalmente fue elegido en mayo de 2017 y comenzó su mandato en julio de ese año por un período de cinco años. Prometió trabajar por mejorar las respuestas de la OMS ante emergencias sanitarias y alcanzar «una cobertura universal».
A principios de 2020, supervisó el manejo mundial de la pandemia de covid-19. En enero de 2020, Tedros se reunió con líderes chinos, incluyendo al ministro de Relaciones Exteriores Wang Yi y el presidente de la RPC Xi Jinping en atención a la pandemia. El 23 de enero de 2020, un comité de emergencia de la OMS decidió no declarar una emergencia de salud pública de importancia internacional (PHEIC por sus siglas en inglés). El 31 de enero de 2020, la OMS declaró el brote de COVID-19 como PHEIC. En la primera semana de febrero de 2020, Tedros Adhanom declaró que no era necesario que el mundo tomara medidas que «interfieran innecesariamente con los viajes y el comercio internacional», como las restricciones de viaje en todo el mundo.
El 11 de marzo de 2020, Adhanom declaró públicamente al covid-19 una «pandemia».

Estamos profundamente preocupados tanto por los niveles alarmantes de propagación y gravedad como por los niveles alarmantes de inacción. Por lo tanto, hemos evaluado que el covid-19 puede caracterizarse como una pandemia.
Tedros Adhanom

Durante la pandemia de COVID-19, algunos expertos en salud pública criticaron a Tedros y lo acusaron de actuar con lentitud para detener la epidemia y de tener una relación demasiado estrecha con el gobierno de China.
Aun así, mantiene contactos relevantes en los Estados Unidos, en concreto con la Fundación Bill y Melinda Gates, con el Instituto Aspen y la Escuela de Salud Pública de la Universidad Harvard.
El 24 de mayo de 2022 fue reelecto para un nuevo periodo de cinco años al frente de la OMS.

#### Segundo periodo
Enfrentó epidemias de viruela símica (mpox), como el brote de viruela símica de 2022-2023, y el brote de viruela símica de 2024.